# Marco Sneck

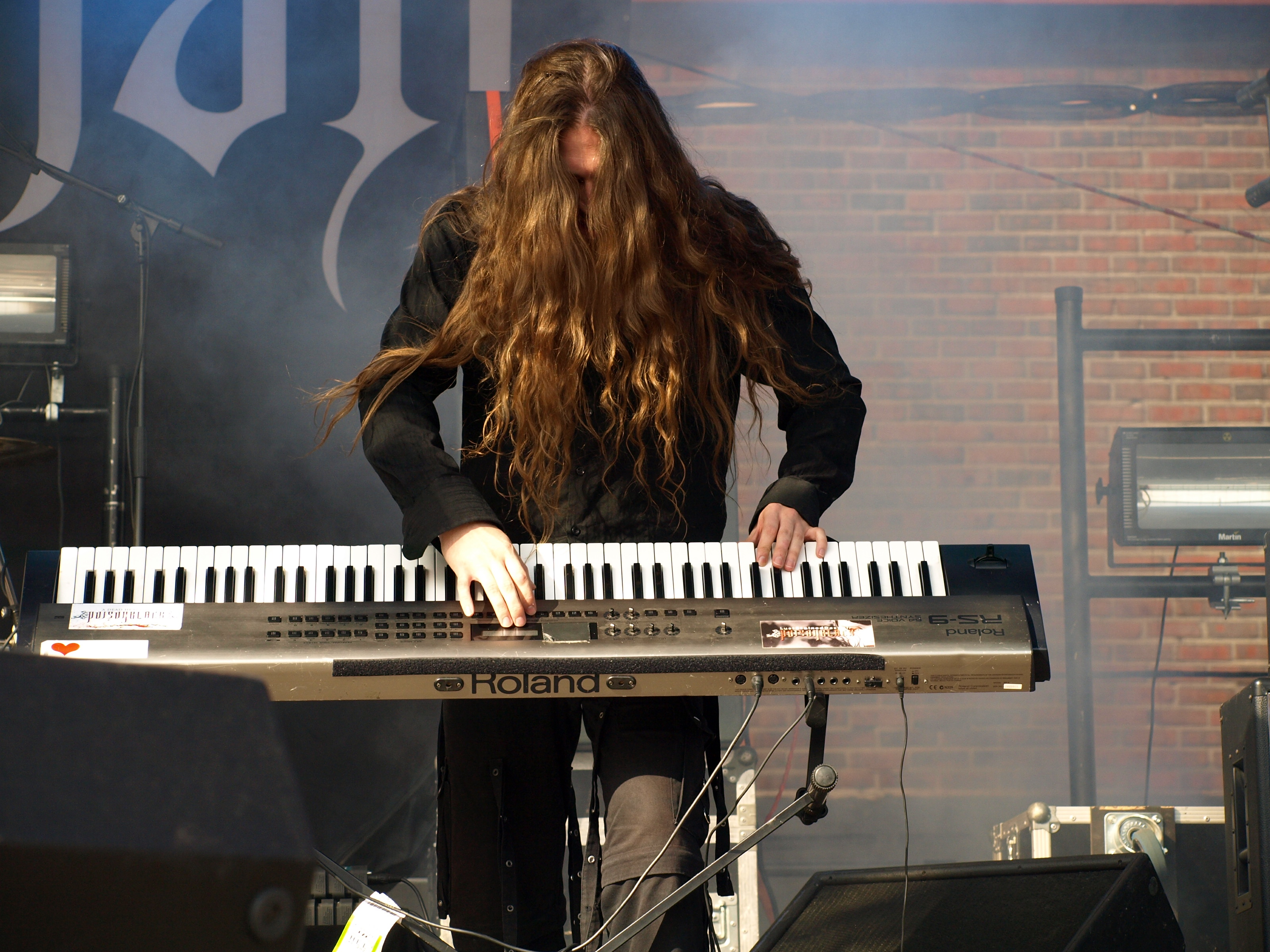

Marco Sneck é um músico finlandês, atual tecladista das bandas Poisonblack, Kalmah e Nothnegal.